# Konstantin Sawicki
Konstantin Siergiejewicz Sawicki (ros. Константин Сергеевич Савицкий, ur. 1905 w Taszkencie, zm. 15 listopada 1955 w Tbilisi) – funkcjonariusz radzieckich służb specjalnych, pułkownik bezpieczeństwa państwowego.

## Życiorys
Syn oficera carskiej armii, w latach 1922-1924 studiował na Uniwersytecie Państwowym w Taszkencie, w latach 1925-1927 w Leningradzkim Instytucie Rolniczym, a od sierpnia 1927 do stycznia 1928 w Środkowoazjatyckim Instytucie Rolniczym w Taszkencie. Od grudnia 1919 do grudnia 1921 żołnierz Armii Czerwonej, później pracował w wydawnictwie "Kommunist" KC Komunistycznej Partii (bolszewików) Uzbekistanu w Samarkandzie, od lipca do września 1925 pełnomocnik Ludowego Komisariatu Finansów Uzbeckiej SRR, następnie pracownik drukarni "Krasnaja Gazieta" w Leningradzie i w fabryce "Elektrosiła" w Leningradzie, 1928-1931 starszy inspektor Ludowego Komisariatu Finansów Uzbeckiej SRR.
Od czerwca 1931 pracownik GPU Gruzińskiej SRR, od lipca 1934 do grudnia 1936 funkcjonariusz Zarządu Bezpieczeństwa Państwowego (UGB) Zarządu NKWD Gruzińskiej SRR, od 13 stycznia 1936 porucznik bezpieczeństwa państwowego, od grudnia 1936 do 1938 szef Oddziału 6 Wydziału 4 UGB NKWD Gruzińskiej SRR, 23 maja 1938 awansowany na starszego porucznika bezpieczeństwa państwowego, w latach 1938-1939 szef Oddziału 1 i pomocnik szefa Wydziału 4 UGB NKWD Gruzińskiej SRR, 8 lipca 1939 zwolniony ze służby. Członek Kolegium Ludowego Komisariatu Przemysłu Mięsnego i Mleczarskiego Gruzińskiej SRR, od maja 1939 członek WKP(b), w latach 1941-1942 ponownie w Armii Czerwonej, szef wydziału sztabu Frontu Zakaukaskiego, komisarz batalionowy. Od 1 września 1942 zastępca szefa Oddziału 4 Wydziału 2 Zarządu 4 NKWD ZSRR, od 1942 sekretarz zastępcy ludowego komisarza spraw wewnętrznych ZSRR Bogdana Kobułowa, 11 lutego 1943 awansowany na podpułkownika bezpieczeństwa państwowego, a 24 kwietnia 1943 pułkownika bezpieczeństwa państwowego. Od 12 maja 1943 do 12 grudnia 1945 sekretarz zastępcy ludowego komisarza spraw wewnętrznych ZSRR Bogdana Kobułowa, od 21 grudnia 1945 do czerwca 1946 zastępca szefa Sekretariatu NKGB/MGB ZSRR, zwolniony w związku z "materiałami kompromitującymi". W latach 1947–1953 pomocnik zastępcy szefa Głównego Zarządu Radzieckiego Mienia za Granicą przy Radzie Ministrów ZSRR Bogdana Kobułowa, od 6 kwietnia do 27 czerwca 1953 pomocnik zastępcy ministra spraw wewnętrznych ZSRR.
27 czerwca 1953 aresztowany, 19 września 1955 skazany przez Kolegium Wojskowe Sądu Najwyższego ZSRR na procesie w Tbilisi na śmierć, następnie rozstrzelany.

## Odznaczenia
- Order Wojny Ojczyźnianej II klasy (24 lutego 1945)
- Order Czerwonej Gwiazdy (dwukrotnie - 22 lipca 1937 i 30 kwietnia 1946)
- Order „Znak Honoru” (20 września 1943)

I medale.